# KRS-One

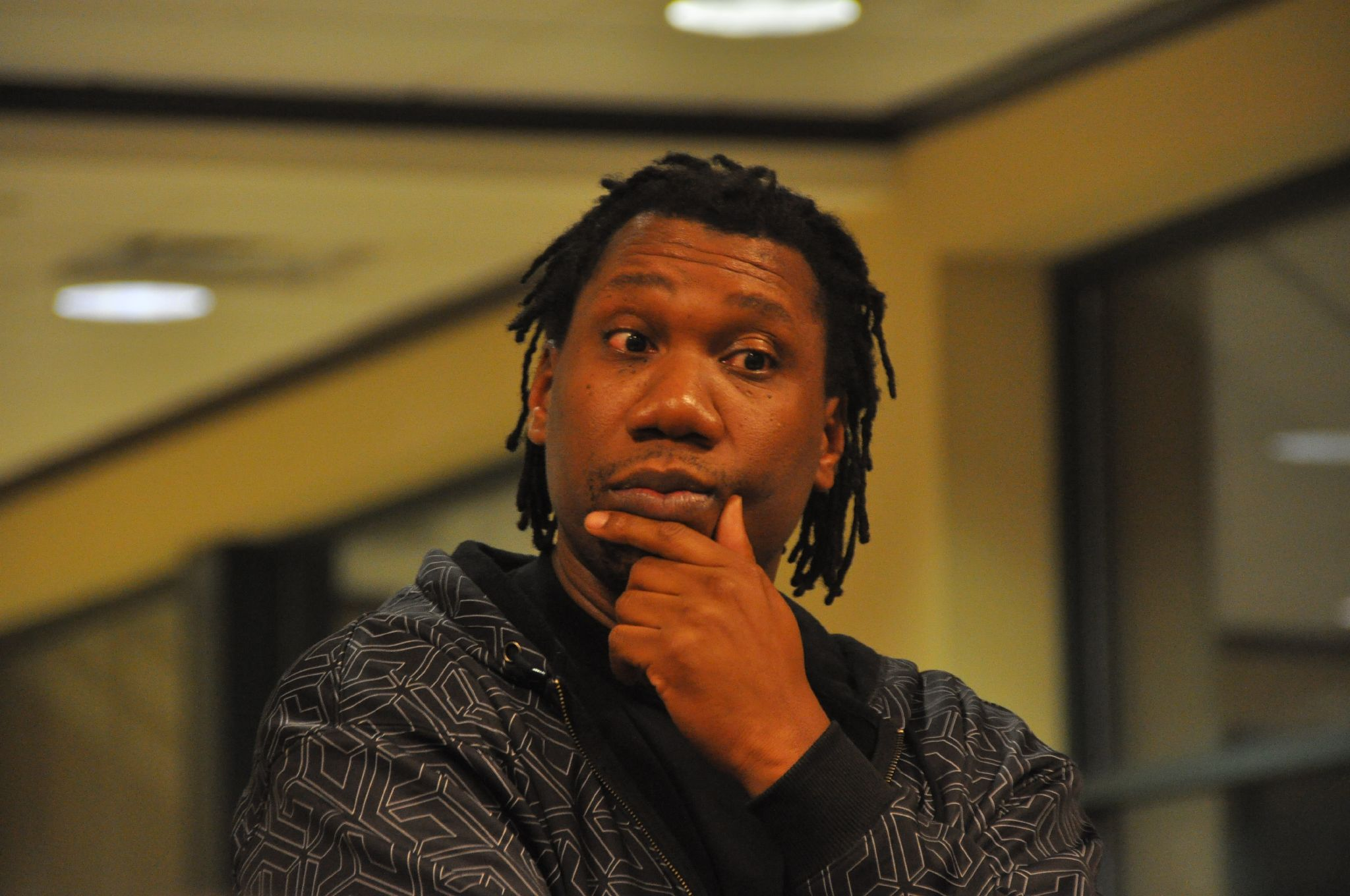
KRS-One 2009

KRS-One (* 20. August 1965 in Park Slope, Brooklyn, New York City; bürgerlich Lawrence Parker) ist ein US-amerikanischer Rapper, Musik-Produzent und ehemaliger Graffiti-Writer. Er benutzt auch die Pseudonyme Kris Parker, The Blastmaster und The Teacha. KRS-One fällt insbesondere dadurch auf, dass er soziale und politische Vorstellungen über die Szene pointiert formuliert. Innerhalb der Szene genießt er große Anerkennung.

## Leben
Parker rannte in jungem Alter von zu Hause weg und zog in die Bronx. Sein bekanntestes Pseudonym nahm er in dieser Zeit als Tag beim Graffitisprühen an. Er unterzeichnete als KRIS-One, was sich über KRS-1 zu seiner heutigen Form entwickelte. Das KRS-One steht dabei für Knowledge Reigns Supreme Over Nearly Everyone (deutsch: „Wissen herrscht über fast jeden“).
Gemeinsam mit dem Sozialarbeiter Scott Sterling (DJ Scott LaRock) gründete KRS-One die Gruppe Boogie Down Productions (BDP). Ihr erstes Album Criminal Minded enthielt vor allem Battle-Raps und Tracks über Verbrechen wie beispielsweise 9mm Goes Bang ("wa da da deng wa da da da deng, listen to my nine millimeter go bang"). Musikalisch bildeten Samples von James Brown und Reggae-Sounds das Grundgerüst des Albums.
In dieser Zeit war er in eine der bekanntesten Rivalitäten des frühen Hip Hops verwickelt. Er attackierte MC Shan aus Queensbridge mit seinem heute legendären Battle-Rap The Bridge is Over, nachdem dieser behauptet hatte, Queensbridge und nicht die Bronx sei der Geburtsort der Hip-Hop-Bewegung.
Nachdem Scott La Rock 1987 kurz nach Veröffentlichung des ersten BDP-Albums erschossen wurde, führte KRS-One BDP zusammen mit seinem Bruder Kenny Parker weiter und veröffentlichte mehrere Alben (siehe Boogie Down Productions). KRS-One positionierte sich zunehmend politisch. Er war die maßgebliche Figur hinter der HEAL-Compilation des „Stop the Violence Movement“. Er verabschiedete sich von seinem Pseudonym The Blastmaster, das er vorher für Battle-Raps benutzt hatte und nannte sich nunmehr verstärkt The Teacha.
1991 war er als Gastmusiker in dem Lied Radio Song auf dem Album Out of time von R.E.M. zu hören. 1992, nach Veröffentlichung des letzten BDP-Albums Sex and Violence, entschied sich KRS-One, als Solist weiterzuarbeiten. Sein erstes Solo-Album Return of the Boom Bap erschien 1993. Produziert wurde das Album von DJ Premier, Showbiz und Kid Capri. Beim nächsten Album KRS One traten unter anderem Channel Live (beim Track Free Mumia), Mad Lion, Busta Rhymes, Das EFX und Fat Joe auf. Bei der 1997er Veröffentlichung I Got Next remixte er zur Überraschung der Szene mit der Ikone des Kommerz-Hip-Hops Puff Daddy dessen Hit Step Into a World, der wiederum auf einem Sample des Klassikers Rapture von Blondie beruhte. Heartbeat mit Angie Martinez und Redman beruhte auf einem anderen Klassiker, Feel the Heartbeat von den Treacherous Three.
Im Jahr 2000 drehten KRS-One und DJ Tomekk mit den deutschen Rappern Torch und MC Rene ein Video zu ihrer Single Return of Hip-Hop, in dem der Hip-Hop von Krankenhauspersonal wiederbelebt wurde. Der Song hielt sich 9 Wochen in den deutschen Charts.
2001 verlor er seinen Plattenvertrag bei Jive Records und sein nächstes Album erschien bei Koch, dem 2002 ein Gospel-Rap-Album, Spiritual Minded, folgte: Wieder überraschte er damit Szene und Fans, da er früher das Christentum als Religion der Sklavenhalter bezeichnet hatte, der Afroamerikaner nicht folgen sollten. Daraufhin gründete er den Temple of Hip Hop. Später im selben Jahr folgte ein weiteres Album, Kristyles, und 2004 KRS-One: The Mixtape.

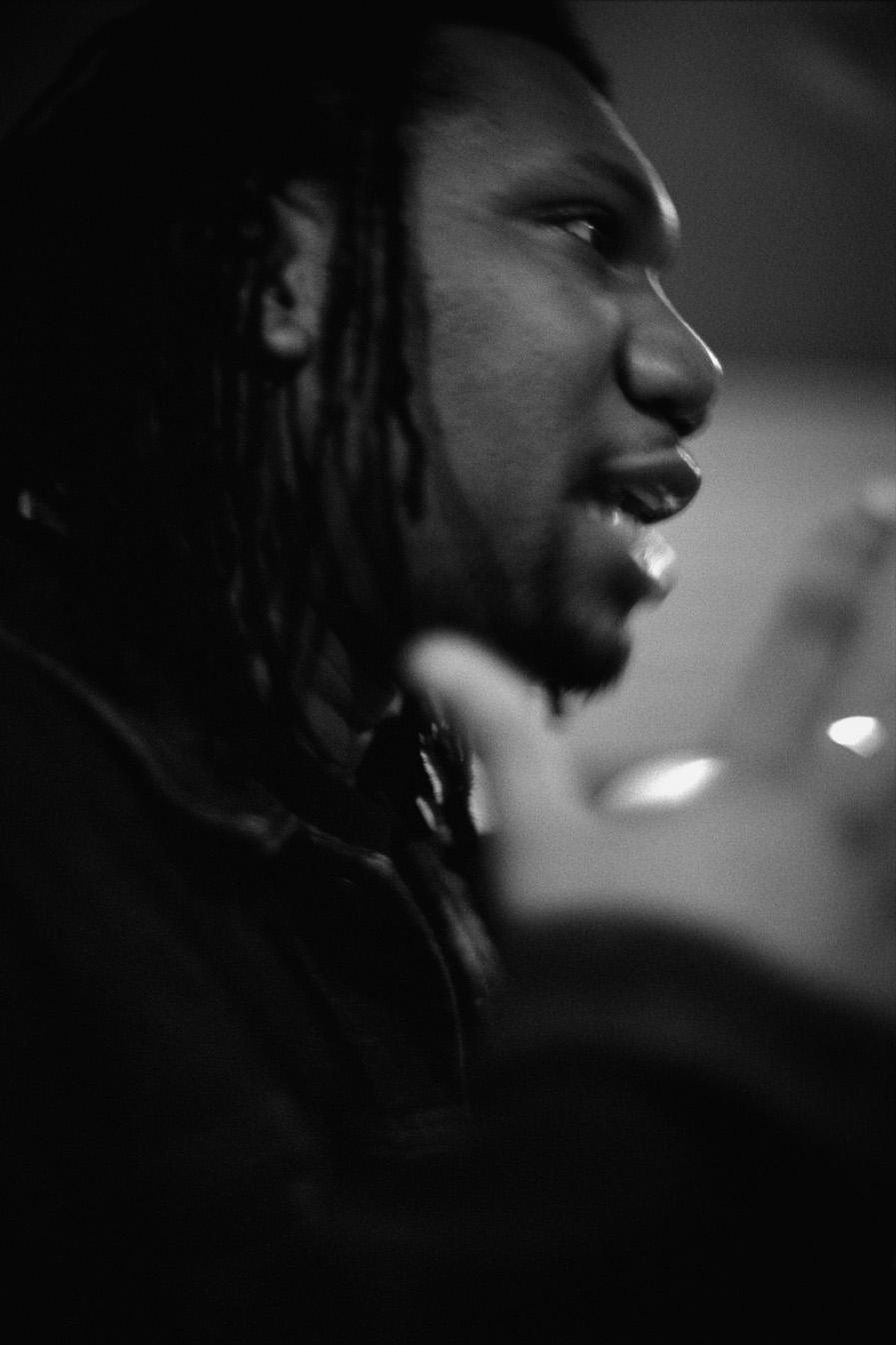
KRS-One (2001)
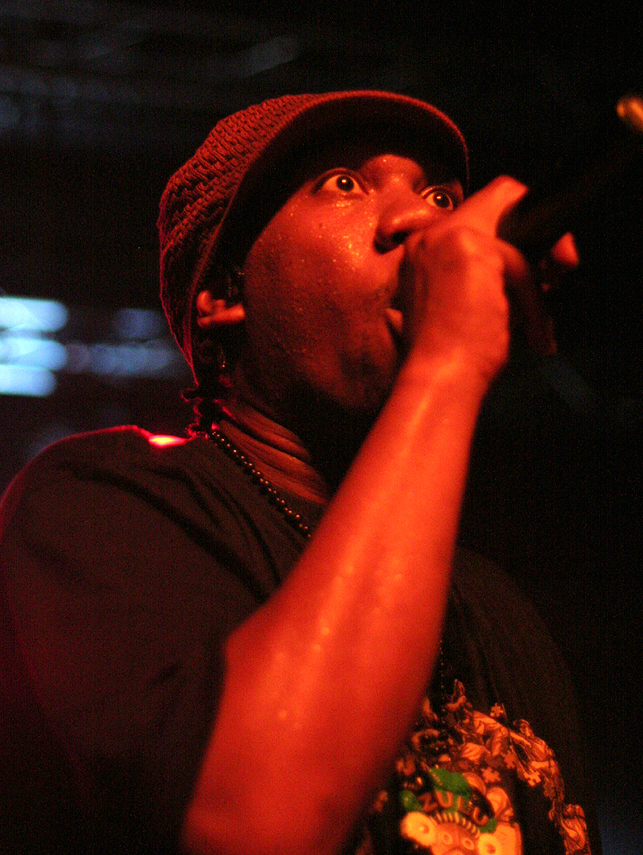
Bei einem Konzert (2006)
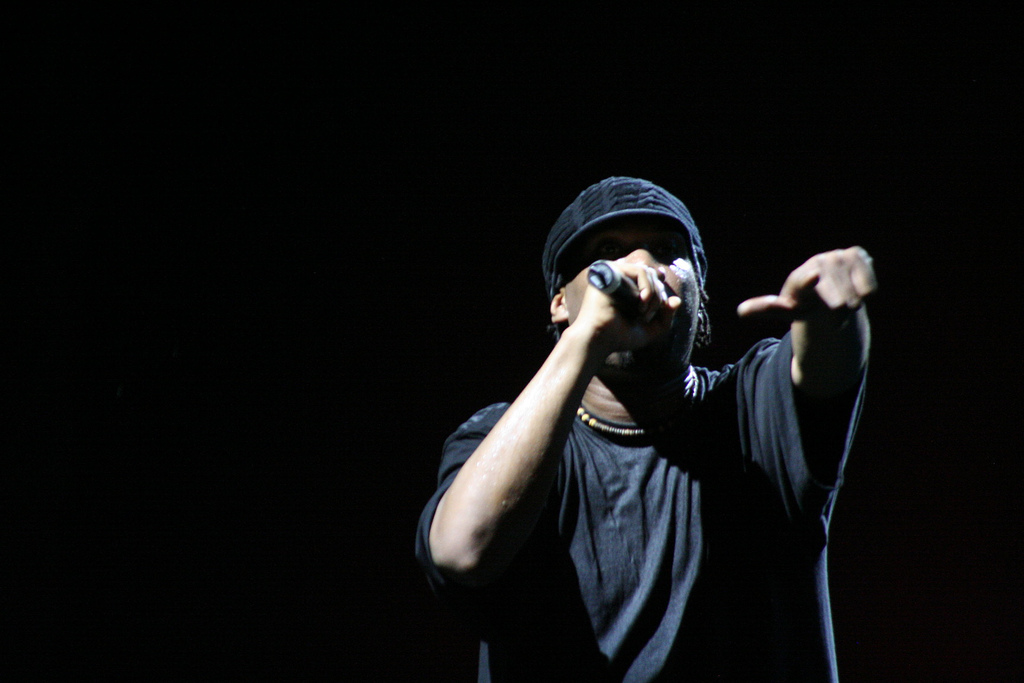
Bei einem Konzert (2007)

Am 22. Mai 2007 erschien das Album "HipHop Lives" auf Koch Records, auf dem er Marley Marl featured, seineszeichen Produzentenlegende und auch bekannt als Radiomoderator und Sampler-Namensgeber Mr.Magic. Im Refrain des Titelsongs heißt es I come back Every year I get newer I'm the dust on the moon I'm the trash in the sewer [...] I come back Every year I get brighter If you think Hip Hop is alive hold up your lighter wobei er auf die HipHop is Dead Welle anspielt, welche von Nas 2006 veröffentlichtem Album vorangetreten wurde.
Am 10. Juli 2007 gab seine Ehefrau, Simone Parker, bekannt, dass ihr Sohn Randy Hubbard Parker am 6. Juli in Atlanta Suizid durch einen Kopfschuss begangen hatte. Er hatte schon lange vorher mit Depressionen zu kämpfen.
Seit August 2007 ist KRS-One beim New Yorker Label Duck Down Records unter Vertrag. Anfang 2009 hielt KRS-One mit der HipHop Leadership Conference und dem Temple of HipHop einige Vorträge, die auf YouTube zu sehen sind. Er erteilt über MySpace die Möglichkeit, ihn für HipHop-Seminare zu buchen. Am 26. Mai 2009 erschien die von Havoc produzierte Single Robot mit Buckshot. Im Jahr 2009 erschien er im Film The Obama Deception des Regisseurs und Verschwörungstheoretikers Alex Jones.

## Diskografie
Studioalben

| Jahr | Titel                  | Höchstplatzierung, Gesamtwochen, AuszeichnungChartplatzierungen (Jahr, Titel, Platzierungen, Wochen, Auszeichnungen, Anmerkungen) | Höchstplatzierung, Gesamtwochen, AuszeichnungChartplatzierungen (Jahr, Titel, Platzierungen, Wochen, Auszeichnungen, Anmerkungen) | Höchstplatzierung, Gesamtwochen, AuszeichnungChartplatzierungen (Jahr, Titel, Platzierungen, Wochen, Auszeichnungen, Anmerkungen) | Höchstplatzierung, Gesamtwochen, AuszeichnungChartplatzierungen (Jahr, Titel, Platzierungen, Wochen, Auszeichnungen, Anmerkungen) | Höchstplatzierung, Gesamtwochen, AuszeichnungChartplatzierungen (Jahr, Titel, Platzierungen, Wochen, Auszeichnungen, Anmerkungen) | Anmerkungen                              |
| Jahr | Titel                  | DE | AT | CH | UK | US | Anmerkungen                              |
| ---- | ---------------------- | --- | --- | --- | --- | --- | ---------------------------------------- |
| 1993 | Return of the Boom Bap | — | — | — | — | US37 (8 Wo.)US | Erstveröffentlichung: 28. September 1993 |
| 1995 | KRS-One                | — | — | — | UK95 (1 Wo.)UK | US19 (6 Wo.)US | Erstveröffentlichung: 10. Oktober 1995   |
| 1997 | I Got Next             | DE95 (1 Wo.)DE | — | — | UK58 (2 Wo.)UK | US3 Gold · (13 Wo.)US | Erstveröffentlichung: 20. Mai 1997       |
| 2001 | The Sneak Attack       | — | — | — | — | US43 (6 Wo.)US | Erstveröffentlichung: 27. März 2001      |
| 2002 | Spiritual Minded       | — | — | — | — | — | Erstveröffentlichung: 22. Januar 2002    |
| 2003 | Kristyles              | — | — | — | — | US186 (1 Wo.)US | Erstveröffentlichung: 22. April 2003     |
| 2004 | Keep Right             | — | — | — | — | — | Erstveröffentlichung: 13. Juli 2004      |
| 2006 | Life                   | — | — | — | — | — | Erstveröffentlichung: 13. Juni 2006      |
| 2008 | Adventures in Emceein  | — | — | — | — | — | Erstveröffentlichung: 5. Februar 2008    |
| 2008 | Maximum Strength       | — | — | — | — | — | Erstveröffentlichung: 10. Juni 2008      |
| 2012 | The BDP Album          | — | — | — | — | — | Erstveröffentlichung: 10. Januar 2012    |
| 2015 | Now Hear This          | — | — | — | — | — | Erstveröffentlichung: 23. November 2015  |
| 2017 | The World Is MIND      | — | — | — | — | — | Erstveröffentlichung: 9. Mai 2017        |
| 2019 | Street Light           | — | — | — | — | — | Erstveröffentlichung: 8. November 2019   |
| 2020 | Between Da Protests    | — | — | — | — | — | Erstveröffentlichung: 21. Dezember 2020  |

## Filmografie
- 2009: The Obama Deception

## Werke
- Ruminations
- The Science of Rap (1996)